# Pyrra
Pyrra (gr. Πύῤῥα) – w mitologii greckiej żona Deukaliona, córka tytana Epimeteusza i Pandory. 
Wraz z mężem uratowała się z potopu zesłanego na ziemię przez bogów. Udali się do wyroczni, która przepowiedziała im, aby szli przez pole i rzucali za siebie kamienie. Z kamieni rzuconych przez Pyrrę powstawały kobiety, a z tych, które wyrzucił Deukalion – mężczyźni. Z jej związku z Deukalionem narodził się Hellen, ojciec wszystkich Greków, którego trzej synowie dali początek szczepom Jonów, Dorów i Eolów.